# Internationales Eishockeyturnier Berlin
Das Internationale Eishockeyturnier Berlin war ein jährliches Eishockeyturnier, welches im Berliner Eispalast von 1908 bis 1910 ausgetragen wurde. Es war das erste multi-nationale Eishockeyturnier überhaupt. Der Princes Ice Hockey Club aus dem Vereinigten Königreich gewann das erste Turnier; der  Akademische Sportclub 1906 Dresden gewann die zweite Austragung und der Club des Patineurs de Paris die Austragung von 1910.
Mitte der 1920er Jahre wurde die Tradition dieses Turniers wiederbelebt, mit jeweils zwei Austragungen in den Kalenderjahren 1926 und 1927 sowie Austragungen in 1928, 1930, 1931, 1934, 1935 und 1941.

## Ergebnisse
| Jahr      | Sieger                       | Finalist                    |
| --------- | ---------------------------- | --------------------------- |
| 1908      | Princes Ice Hockey Club      | Club des Patineurs de Paris |
| 1909      | Akademischer SC 1906 Dresden | Bruxelles IHSC              |
| 1910      | Club des Patineurs de Paris  | Berliner Schlittschuhclub   |
| Feb. 1926 | Berliner Schlittschuhclub    | Canadiens de Paris          |
| Dez. 1926 | Wiener Eislauf-Verein        | Berliner Schlittschuhclub   |
| Mrz. 1927 | Berliner Schlittschuhclub    | Belgien                     |
| Dez. 1927 | Berliner Schlittschuhclub    | Wiener Eislauf-Verein       |
| 1928      | Toronto Varsity Grads        | Berliner Schlittschuhclub   |
| 1930      | Berliner Schlittschuhclub    | IK Göta                     |
| 1931      | Kanada                       | Berliner Schlittschuhclub   |
| 1934      | Streatham IHC                | SC Riessersee               |
| 1935      | LTC Prag                     | Polen                       |
| 1941      | HC Davos                     | Hammarby IF                 |